# Carl Bernhard von Ibell

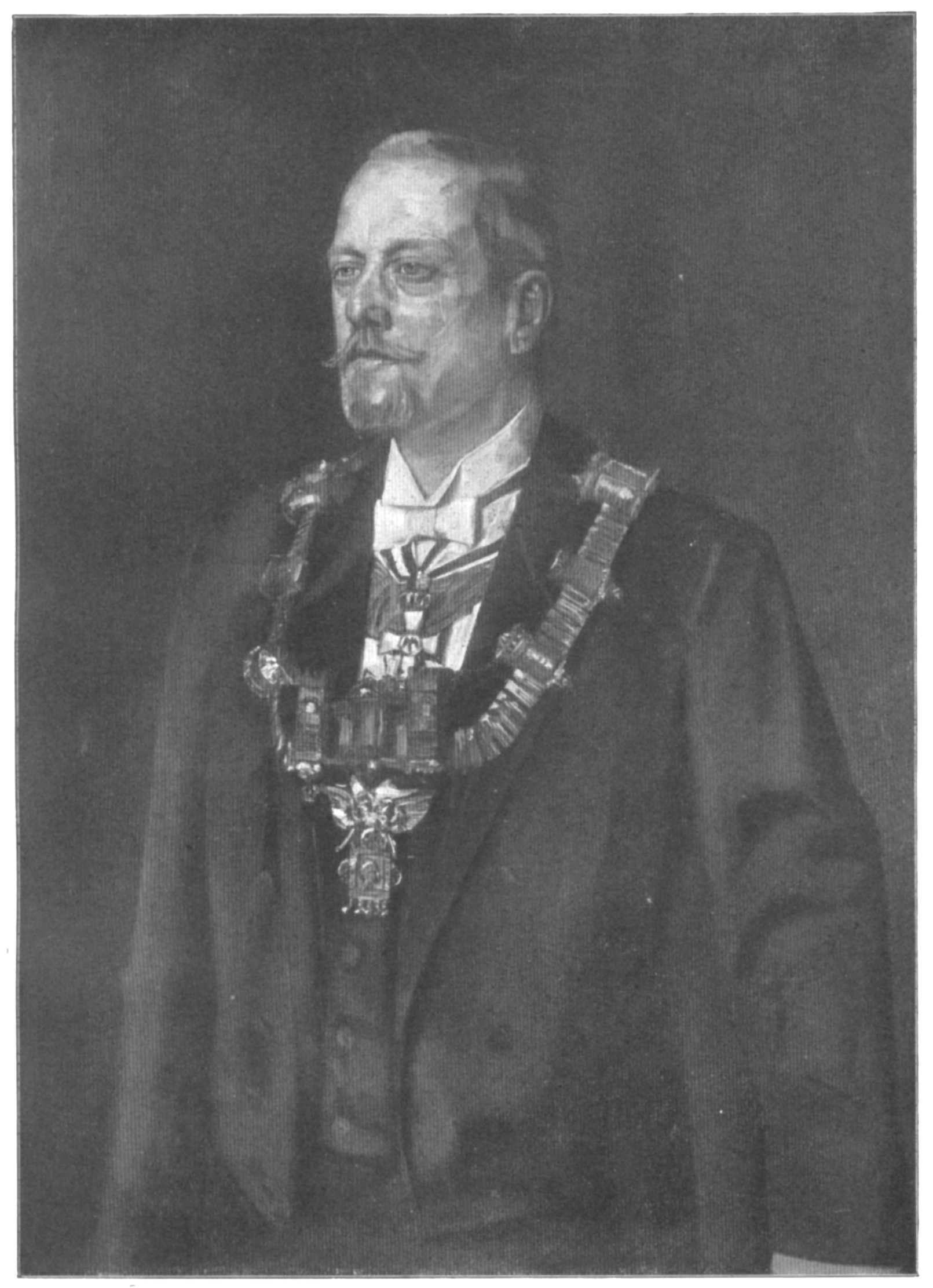
Wilhelm Trübner: Oberbürgermeister v. Ibell

Carl Bernhard von Ibell (* 8. Juli 1847 in Ems; † 22. November 1924 in Wiesbaden) war ein deutscher Rechtsanwalt und Notar. Von 1883 bis 1913 war er Oberbürgermeister von Wiesbaden.

## Leben
Ibell stammte aus preußischem Adel und wurde 1847 als Sohn des Landgräflich Hessen-Homburgischen Medizinalrats und Badearztes in Bad Ems Rudolf von Ibell und seiner Frau Berta, geb. Guticke aus Halle (Saale) geboren. Sein Großvater war der Nassauische Reformer Carl Friedrich Emil von Ibell.
Ibell lebte seit 1864 in Wiesbaden und besuchte die Vorschule und das Gymnasium in Wiesbaden und Weinheim. Von 1867 bis 1872 studierte er Rechtswissenschaften an den Universitäten Ludwig-Maximilians-Universität München, der Friedrich-Wilhelms-Universität zu Berlin und der Georg-August-Universität Göttingen. Er wurde im Corps Franconia München (1867) und im Corps Guestphalia Berlin (1869) aktiv. Am Deutsch-Französischen Krieg 1870/71 nahm er als Kavallerist teil.  1872 wurde er Referendar, 1876 Assessor und  Hilfsarbeiter bei der Staatsanwaltschaft Frankfurt a. M.  1878 wurde er in Jena zum Dr. iur. promoviert. Im selben Jahr ließ er sich als  Rechtsanwalt in Frankfurt am Main nieder.

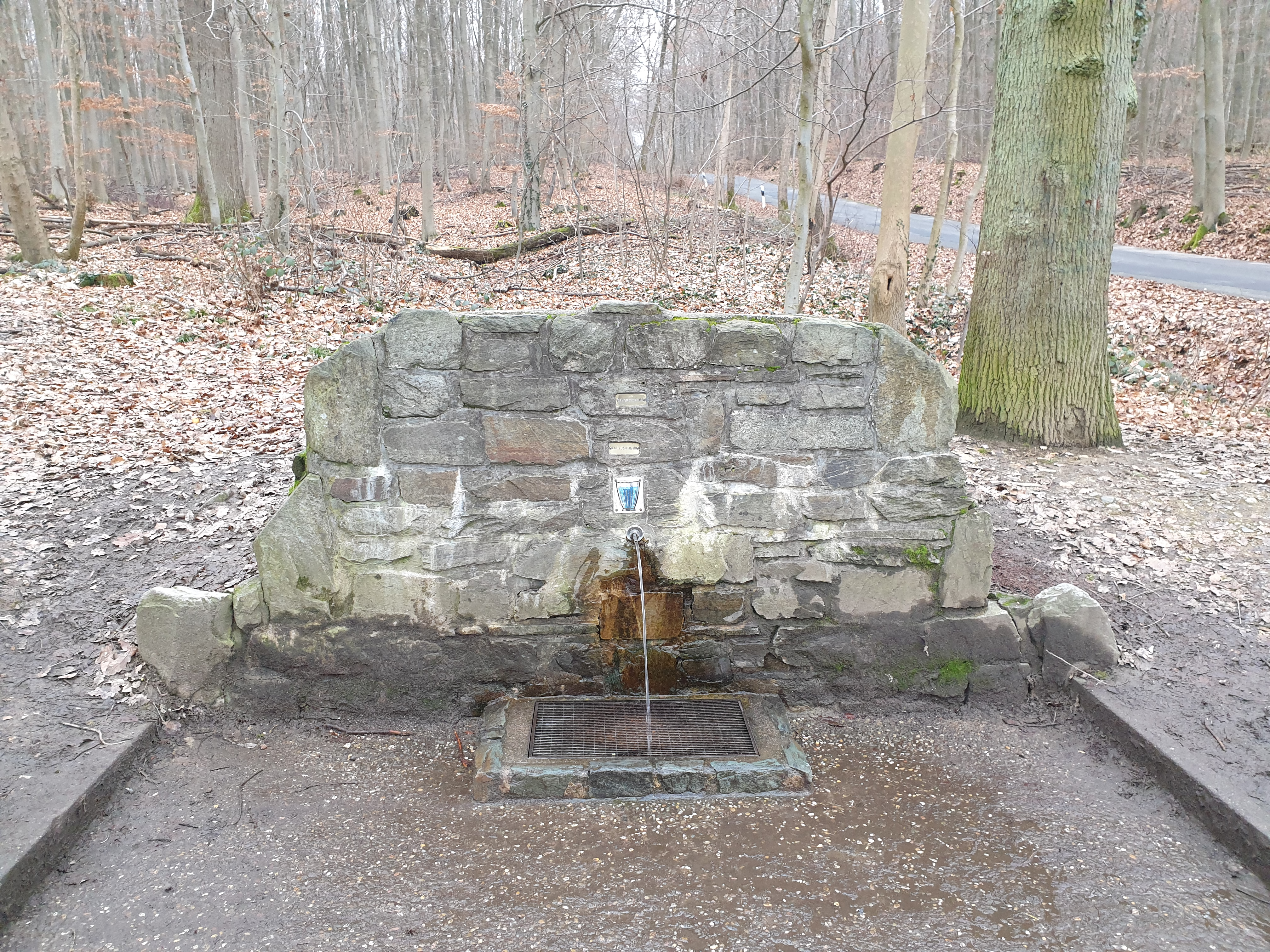
Carl-von-Ibell-Quelle im Adamstal

Am 1. August 1883 wurde er Erster Bürgermeister von Wiesbaden, durch Allerhöchsten (Kaiserlichen) Erlass vom 10. Juli 1886 mit dem Titel Oberbürgermeister.
Ibell wurde zum Ehrenbürger der Stadt Wiesbaden ernannt und, auf eigenen Antrag, wurde er zum 1. April 1913 in den Ruhestand versetzt. In seiner Amtszeit stieg die Einwohnerzahl der Stadt – ohne Eingemeindungen – von 53.000 (1886) auf 109.000 (1913). Wichtige Infrastrukturprojekte seiner Amtszeit waren die Fertigstellung des Schlacht- und Viehhofs (1884, 1897–1900 erweitert), die neuen Gasanstalten (1895/98), das von der Stadt errichtete Königliche Theater (1893/94), das Elektrizitätswerk (1897/98) und die Erweiterung des städtischen Krankenhauses (1904–1907). So erhielt die Stadt Wiesbaden eine moderne Infrastruktur mit Wasserversorgung, Kanalisation und Beleuchtung. Als Vorbildlich galten die Anstellung von Schulärzten und Schulzahnärzten, die Einführung des landwirtschaftlichen Unterrichts in den Volksschulen und die Einrichtung einer Säuglings-Milchanstalt.
Ibell war Mitglied des Provinzialrats der preußischen Provinz Hessen-Nassau, Vorsitzender des Landesausschusses des Bezirksverbandes des Regierungsbezirks Wiesbaden und in seiner Funktion als Oberbürgermeister Mitglied des Preußischen Herrenhauses.
Die Stadt Wiesbaden stiftete ein Ehrengrab auf dem Nordfriedhof, das sie noch heute unterhält und pflegt.

## Familie
1879 heiratete Ibell Clara Versmann, eine Tochter des Ersten Bürgermeisters von Hamburg Johannes Versmann.

## Ehrungen
- Ehrenbürger von Wiesbaden

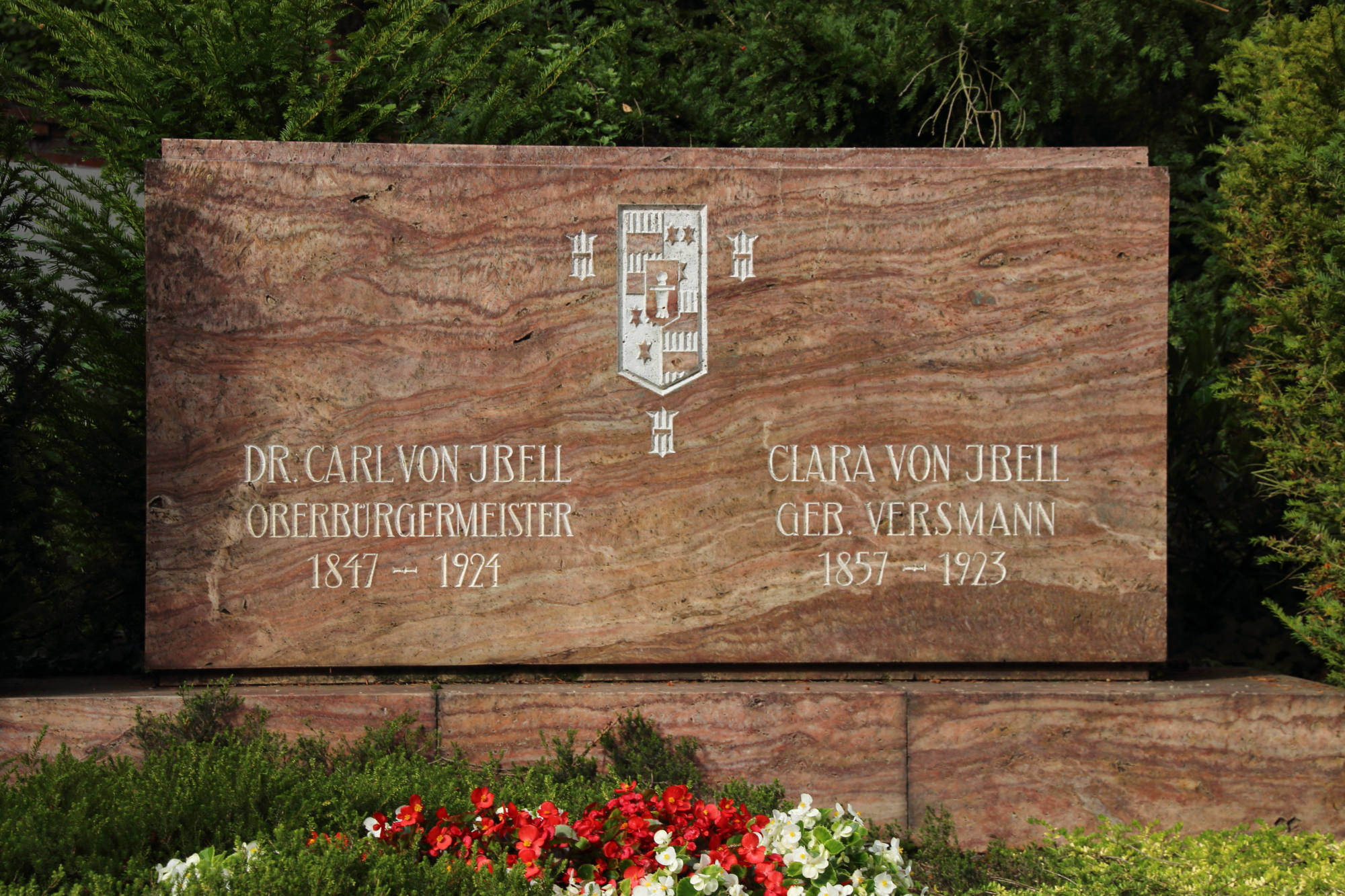
Ehrengrab auf dem Nordfriedhof (Wiesbaden)

- Nach Ibell ist ein beliebter Waldweg in Wiesbaden benannt, der vom Campus Unter den Eichen der Hochschule RheinMain am KZ Unter den Eichen und der ehemaligen Villa Waldfriede vorbei durchs Adamstal am Kesselbach entlang zum Laufbrunnen der Carl-von-Ibell-Quelle und zum Restaurant Waldhäuschen führt.